# کژدم

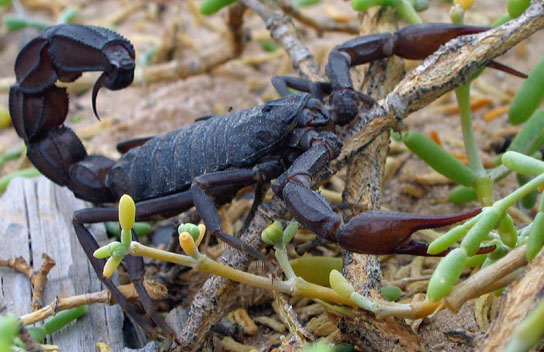
کژدم سیاه

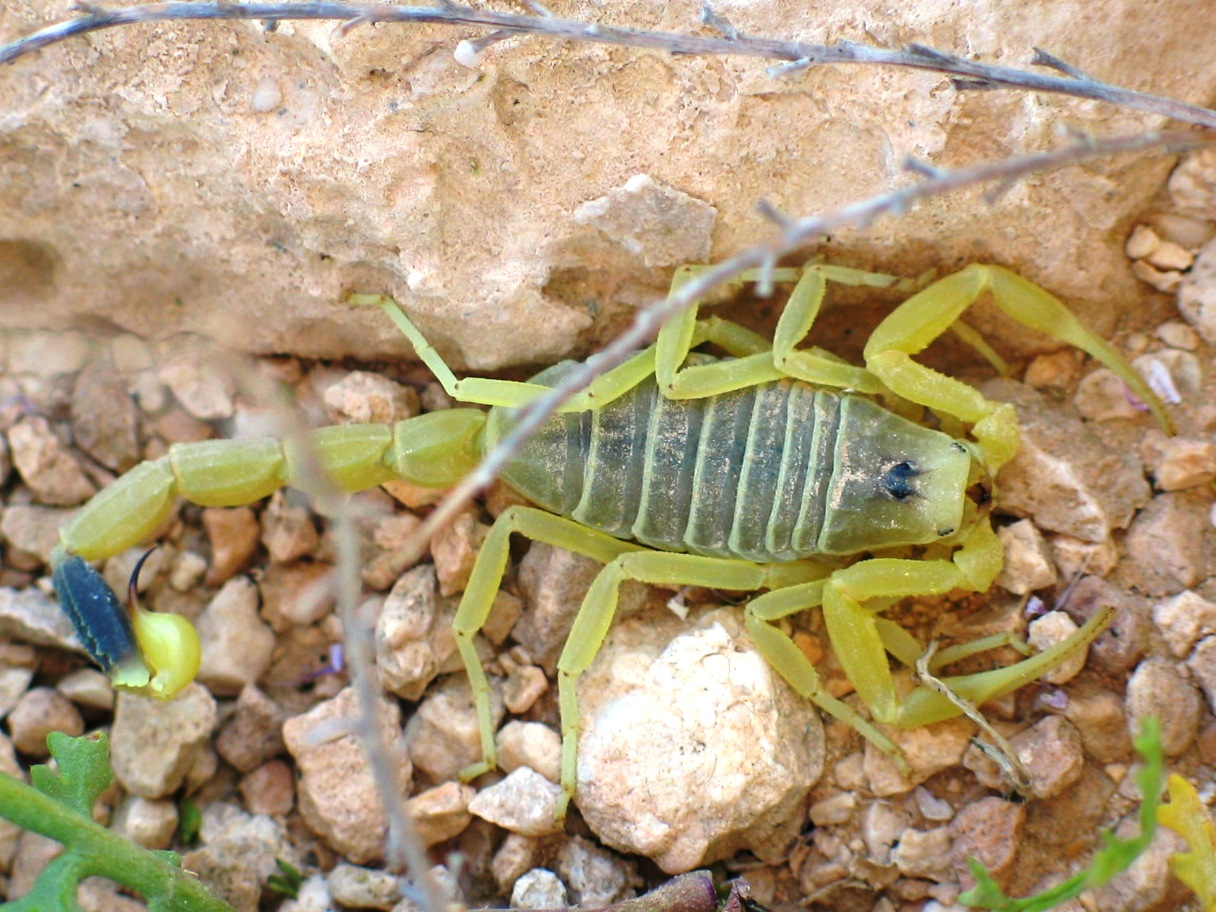
نوعی کژدم زرد معروف به قاتل

عقرب‌ها به همراه سه عقرب باد (سمت راست)

کژدُم‌ها یا عَقرَب‌ها، گروه بزرگی از بندپایان متعلق به ردهٔ عنکبوتیان هستند که دارای ۸ پا و نیشی با زهر کشنده می‌باشند. نیش عقرب در نوک دم آن قرار دارد. عقرب‌ها جانورانی شکارگر هستند و شب‌ها به آرامی به فعالیت‌های زیستی خود می‌پردازند و بیشتر در آب و هوایی گرم فعال هستند.
تاریخچه تکامل عقرب‌ها به ۴۳۵ میلیون سال قبل بازمی‌گردد. آنها عمدتاً در بیابان‌ها زندگی می‌کنند اما با طیف وسیعی از شرایط محیطی سازگار شده‌اند و در تمام قاره‌ها به جز قطب جنوب یافت می‌شوند. بیش از ۲۵۰۰ گونه توصیف شده با ۲۲ خانواده (زنده) موجود تا به امروز شناخته شده‌است. طبقه‌بندی آنها در حال تجدید نظر است تا مطالعات ژنومی قرن ۲۱ را در نظر بگیرد.
این جانوران چنگال‌های خارداری دارند که در واقع قسمتی از دهان آن‌ها محسوب می‌شوند. آن‌ها قادرند که مادهٔ سمی خطرناکی از قسمت عقب بدنشان به طرف مهاجمان بپاشند. این جانور بیشتر در شب شکار می‌کند و پاهای بلند جلویی خود را برای پیدا کردن غذا به‌کار برده و پس از یافتن غذا آن را با چنگال‌هایش می‌گیرد. کژدم‌ها اغلب در طول روز در زیر سنگ‌ها یا در حفره‌های به نسبت خنک زیر زمین پنهان می‌گردند.

## شکل و محل زندگی
کژدم‌ها رنگ‌های مختلفی مثل زرد مایل به قهوه‌ای، قهوه‌ای، خاکستری و سیاه دارند و اندازه آن‌ها بین ۵٫۱ تا ۱۸ سانتی‌متر مختلف است ولی به واسطه شکل بدنی خود که حالتی تخت و صاف دارد، می‌توانند از شکاف‌هایی به عرض ۳ میلی‌متر نیز عبور کنند و خود را وارد خانه انسان‌ها سازند.
کژدم‌ها در محیط خارج از خانه در شکاف و درز بین سنگ‌ها، زیر پوست درختان، بین هیزم‌ها و مانند آن یافت می‌شوند و در محیط خانه در حمام، دستشویی، آشپزخانه و محیط‌های مرطوب دیده می‌شوند. این جانوران در طول روز در گوشه‌ای بی‌حرکت و پنهانند و در طی شب فعالیت خود را آغاز می‌کنند و به‌دنبال شکار خود می‌روند و سم خود را از طریق نیش که در انتهای دم آن‌ها وجود دارد به شکار خود تزریق می‌کنند.

## شکار
کژدم‌ها اغلب حشرات موذی را به دام می‌اندازند و از این نظر اهمیت دارند. آن‌ها اغلب سوسک‌های سیاه و اگر بتوانند، قورباغه‌ها را نیز شکار می‌کنند. آن‌ها پس از شکار، طعمه را ابتدا نیش می‌زنند. سپس با حرکات انبرک یا به عبارتی آرواره‌های خود شروع به خرد کردن بدن طعمه می‌کنند و در این موقع بر اثر ترشح آنزیمی آن را به صورت مایع درمی‌آورند. در ناحیه دهان پرزهایی دارند که به صورت فیلتر عمل می‌کنند و از ورود ذرات غذایی کوچک به مری جلوگیری می‌کنند؛ زیرا مواد غذایی فقط باید به صورت مایع وارد شوند؛ بنابراین، مواد سفت را به صورت تفاله‌های گلوله شده به دور می‌اندازند. به همین دلیل است که عمل خوردن غذا در عقرب‌ها به طول می‌انجامد و گاهی تا ۲۴ ساعت طول می‌کشد. همچنین، عقرب‌ها به آب نیاز دارند و عقرب‌های نواحی مرطوب معمولاً آب را به صورت جداگانه می‌نوشند و عقرب‌های نواحی خشک نیز آب مورد نیاز را از بدن طعمه فراهم می‌کنند. عقرب‌ها پس از غذا خوردن، ساعت‌ها به تمیز کردن خود می‌پردازند و به وسیله مایعی که از دهان ترشح می‌کنند، به تمیز کردن پاها و انبرک‌ها (کلیسرهای) خود می‌پردازند. عقرب‌ها در گرسنگی و تشنگی مقاومت زیادی دارند؛ به‌طوری‌که می‌توانند ماه‌ها بدون آب و غذا زنده بمانند.
عقرب‌ها برای تعیین محل طعمه از حس بینایی یا شنوایی استفاده نمی‌کنند، بلکه از دستگاه‌های عصبی-حسی اختصاص‌یافته کمک می‌گیرند. اندام‌های حسی تارسال، که در روی پاهای عقرب‌ها قرار گرفته‌اند، در ردیابی طعمه حائز اهمیت است. این اندام‌ها به تحریکات مکانیکی حساس بوده، و عقرب به وسیله این اندام طعمه‌هایی را که در فاصله ۱۵ سانتی‌متری آن حرکت می‌کنند، ردیابی نموده و در یک حرکت و خیز سریع آن را می‌گیرد. طعمه‌ها اغلب با ایجاد موج در هوا موقعیت خود را به خطر می‌اندازند. موج و حرکت هوا به وسیله تریکوبتری عقرب‌ها، که تارهای بسیار باریک و بلند بوده و به فشار هوا حساس می‌باشند، ردیابی و تشخیص داده می‌شود. این تارها که در روی انبرک‌ها قرار دارند، در صید طعمه‌های پرواز کننده نیز بسیار حائز اهمیت است. بسیاری از گونه‌ها از تریکوبتری برای جهت‌یابی دقیق حشراتی که در ده سانتی‌متری عقرب‌ها پرواز می‌کنند، استفاده می‌کنند.
عقرب چنین طعمه‌هایی را با یک خیر سریع به وسیله انبرک خود در هوا صید می‌کند. پس از تماس طعمه با انبرک، عقرب ممکن است آن را نیش بزند یا نزند، و این به جثه طعمه از یک طرف و اندازه انبرک شکار کننده بستگی دارد. معمولاً عقربها طعمه‌های نسبتاً کوچک را نیش نمی‌زنند، به‌خصوص زمانی که طعمه به‌خوبی به وسیله انبرک حفظ شود.
عقرب‌های بزرگ و بالغ موقعی اقدام به نیش زدن طعمه می‌کنند که طعمه از جثه قوی برخوردار باشد، یا عقرب شکار کننده دارای انبرک‌های باریک و ظریف باشد، در صورتی که عقرب‌های نابالغ و کوچک الزاماً طعمه خود را نیش می‌زنند. انواع زیادی از عقرب‌ها برای صید طعمه کمین می‌کنند، به این صورت که از مخفیگاه خود بیرون آمده و در نزدیکی با روزنه لانه کمین می‌کنند تا حشرات و جانورانی که به لانه نزدیک می‌شوند صید کنند.

## گونه‌ها
تاکنون حدود ۲۵۰۰ گونه از عقرب‌های فعلی در ۲۲ خانواده در سراسر دنیا شناسایی و توصیف شده‌اند. علاوه بر آن‌ها، حدود ۱۰۰ گونهٔ منقرض شده عقرب نیز با بررسی فسیل‌ها شناسایی شده‌اند.

### در ایران
تاکنون در ایران ۶۴ گونه عقرب در ۲۰ سرده و سه خانواده Buthidae (کژدم‌های دم‌کلفت)، Scorpionidae (کژدمان) و Hemiscorpiidae (نیمه‌کژدمان) شناسایی شده‌اند.
سه گونه از کژدم‌های خطرناک ایران که گزارش‌هایی از مرگ بر اثر گزش آن‌ها وجود دارد، عبارت‌اند از:
1. «همیسکورپیوس لپتوروس» که عقربی زرد رنگ و کوچک است. نرها دمی بلند دارند. این عقرب در نواحی جنوبی و جنوب غربی بسیار فراوان است و در خوزستان به آن گاردیوم یا گادیم می‌گویند.
2. «Compsobuthus matthiesseni» که دارای اندازه‌ای بسیار کوچک و بدنی باریک به رنگ زرد یا آجری است. این گونه هم در نواحی جنوبی به ویژه در خوزستان فراوان است. سم این دو گونه عقرب می‌تواند گلبول‌های قرمز خون را تخریب کند.
3. «Androctonus crassicauda» یا عقرب دُم‌کلفت عربی که جثه‌ای درشت‌تر از دو گونه قبلی دارد و رنگ آن سیاه یا قهوه‌ای تیره است و در بخش وسیعی از ایران از جمله استان‌های بوشهر، خراسان رضوی و جنوبی، اردبیل، خوزستان، سیستان و بلوچستان، یافت می‌شود.[۸]

## زهر
زهر کژدم مایعی بی‌رنگ و شفاف است که خاصیت قلیایی تا خنثی دارد و در واقع نوعی پروتئین است. این زهر از عناصری مانند کربن، هیدروژن، نیتروژن و گوگرد تشکیل شده‌است و شامل پروتئین‌های مختلفی از قبیل توکسین و آنزیم می‌شود. توکسین‌ها یا فاکتورهای سمی شامل نوروتوکسین (سم عصب‌گرا)، هموتوکسین و کاردیوتوکسین است. آنزیم‌ها که باعث سهولت تأثیر سم می‌شوند، شامل لستیناز، هیالورونیداز، فسفولیپاز، پروتئیناز و آنزیم‌های انعقادی یا ضدانعقادی است. زهر کژدم‌ها بیشتر بر بند پایان و جانوران کوچک مؤثر است اما بعضی گونه‌های آن مانند «عقرب قاتل» برای انسانها هم کشنده هستند. این معلوم نیست که یک عقرب پس از مردن تا چند دقیقه می‌تواند بگزد.
زهر اکثر کژدم‌های سمی باعث نابودی گلبول‌های قرمز خون می‌شود و در محل گزش نیز تغییر رنگ موضعی و تورم دردناک ایجاد می‌کند. گرچه به‌طور متناقض سم بعضی از انواع کشنده باعث علائم موضعی و تورم زیاد نمی‌شود ولی حتماً باید توسط پزشک معاینه شده و با تزریق سرم ضد عقرب درمان شود. کودکان و افراد سالمند نیز نسبت به سم عقرب آسیب پذیرتر بوده و نیازمند توجه بیشتری می‌باشند. علاوه بر آسیب به گلبول‌های قرمز، زهر عقرب علائم عصبی نیز ایجاد می‌کند که شامل بی‌قراری، تشنج، راه رفتن نامتعادل، آبریزش از دهان، حساسیت شدید پوست به لمس، انقباضات ماهیچه‌ای، درد شکم و کاهش کارکرد سیستم تنفسی می‌باشد که در اکثر موارد این علائم در عرض ۴۸ ساعت فروکش می‌کنند.

## ریخت‌شناسی
بدن عقرب مانند بسیاری از بندپایان سه‌قسمتی است. بخش قدامی، پروزوما، بخش میانی، مزوزوما و بالاخره قسمت انتهایی بدن متازوما نامیده می‌شود. پروزوما یک‌تکه به نظر می‌رسد اما دو قسمت دیگر ظاهری بند بند دارند. در سطح پشتی پروزوما چشم‌های میانی و جانبی قرار دارند.
همچنین انبرک‌ها، پاها و ضمائم آنها در سطح شکمی این بخش از بدن دیده می‌شود. در بخش مزوزوما شکاف‌های تنفسی، شانه‌ها و سرپوش تناسلی قرار دارند. متازوما از تنه باریکتر و پنج‌بندی است. غده سمی یا تلسن در انتهای این بخش قرار دارد.
- پروزوما (سرسینه) پوشش کتینی و ذوزنقه‌ای شکل یک پارچه که سپرسری نام دارد.

سپرسری ممکن است ساده یا دارای تزئیناتی باشد. در سطح پشتی پروزوما، چشم‌های میانی و چشم‌های جانبی (دو تا پنج عدد) وجود دارند. بخش زیرین پروزوما شامل:
- کلیسر پا آرواره‌های دهانی: دو گیره کوچک و متحرک در قدامی‌ترین ناحیه شکم پروزوما می‌باشند. هر کلیسر شام سه بند است. دو بند قدامی، گیره کوچکی را تشکیل می‌دهند که دارای یک انگشت ثابت و یک انگشت متحرک است
-یک جفت گیره یا پدیپالپ یا دست (مأنوس)
- ۴ جفت پا
- مزوزوما مزوزوما در هر دو سطح زیرین و بالایی بندبند است.[۱۱] با این تفاوت که در سطح شکمی به علت وجود سرپوش تناسلی و پلاک پکتینی فر و شانه‌ها دو بند اول دیده نمی‌شود. مزوزوما شامل:

سرپوش تناسلی: از دو پلاک تشکیل شده. این دو پلاک در Buthidaeها در خط وسط از یکدیگر جدا هستند و به شکل دو لب کاملاً جداگانه اما به هم چسبیده دیده می‌شوند. اما در خانواده Scorpionidae یک درز نازک در وسط دیده می‌شود. اما به شکل قطعه واحدی دیده می‌شوند. برای دیدن منافذ تناسلی در ماده یا قلاب تناسلی در نر باید سرپوش را کنار زد
- شانه‌ها: در زیر سرپوش تناسلی و در طرفین پلاک پکتینی فر قرار دارند. هر شانه شامل بخش‌های مختلف است
- متازوما:

از پنج بند تشکیل شده، هر بند دم دارای دو سطح جانبی، یک سطح پشتی و یک سطح شکمی است. طول و عرض و ارتفاع و شکل بندها و تزئینات سطوح آن در طبقه‌بندی مورد استفاده قرار می‌گیرد. آخرین بند معمولاً از همه بلندتر است و متصل به غده زهری است. مخرج دفعی در سطح شکمی و در بین برآمدگی‌های سفیدرنگی به نام «پاپی» و در محل اتصال بند پنجم به غده زهری قرار دارد.
نیاز کژدم‌ها به اکسیژن بسیار کم است؛ به‌طوری‌که می‌توانند تا یک شبانه روز در عمق آب زنده بمانند یا این که ماه‌ها در یک بطری در بسته زنده بمانند.
کژدم‌ها قلبی لوله‌ای شکل و دراز در سطح پشتی تنه دارند که تعداد انقباض‌های آن بسته به گونه عقرب متفاوت است و از ۶۰ تا ۱۸۰ بار در دقیقه می‌زند.
خون عقرب‌ها دارای هموسیانین می‌باشد که به صورت مایعی روشن و حاوی مقدار زیادی مس است. خون کژدم‌ها به علت وجود مس در مجاورت هوا اکسید می‌شود و از این رو به رنگ آبی یا سبز دیده می‌شود. خون عقرب‌ها سمی است؛ به‌طوری‌که اگر آن را به یک موش تزریق کنند موجب مرگ آن می‌شود.
برخلاف تصور عده‌ای که کژدم‌ها را کور می‌پندارند، این جانوران دارای قدرت بینایی هستند ولی فقط می‌توانند اجسام را در فواصل چند سانتی‌متری تشخیص دهند. کژدم‌ها دارای یک جفت چشم میانی و ۲ تا ۵ عدد چشم جانبی هستند. چشم‌های جانبی با وجود داشتن عصب بینایی فاقد قدرت دید هستند و به احتمال فقط می‌توانند نور را تشخیص دهند.

## عقرب‌گزیدگی
کژدم‌های ایران بالاترین میزان گزیدن را در دنیا به خود اختصاص داده‌اند. طبق نتایج بررسی‌ها، افرادی که ۶ ساعت پس از گزش به مراکز درمانی مراجعه می‌کنند، ۲ برابر کسانی که بین ۶ تا ۱۲ ساعت و ۵ برابر کسانی که بیش از ۱۲ ساعت به مرکز درمان می‌روند، شانس زنده ماندن بیشتری دارند.
از آنجایی که کژدم‌ها بیشتر در مناطق گرم و شب‌ها فعال هستند، رعایت نکات ایمنی در مورد جلوگیری از عقرب‌گزیدگی به‌خصوص در مناطق گرمسیری و به هنگام تاریکی هوا اهمیت دارد. مثل پوشیدن جوراب، شلوار و کفش مناسب، تکان دادن کفش و لباس قبل از پوشیدن و غیره.
پس از چند دقیقه از گزش عقرب که اغلب در ناحیه دست و پا اتفاق می‌افتد، علایمی چون درد، تاول، قرمزی و تورم مشاهده می‌شود. سپس با گذشت چند ساعت از گزش ممکن است علایم زیر در فرد مشاهده شود: تند شدن نبض، بالا رفتن فشار خون، سرگیجه، حالت تهوع و استفراغ، بی‌اختیاری ادرار و مدفوع، تنگی نفس، تشنج و افزایش ترشح بزاق. عقرب گزیدگی اغلب خطرناک نیست و تنها باعث بروز علایم و نشانه‌های موضعی در محل گزش می‌گردد. با این وجود، باید کمک‌های اولیه ضروری را برای مصدومین انجام داد و خطرناک بودن یا نبودن عقرب و شدت مسمومیت را به کادر درمانی و پزشک واگذار کرد.
شستشوی محل زخم با آب و صابون، بیرون آوردن وسایل تزئینی و جواهرات، استفاده از کمپرس سرد برای کاهش درد و تورم باید در وهله اول مورد توجه قرار گیرد؛ بدین منظور می‌توان از یک تکه یخ استفاده کرد ولی هرگز نباید اندام گرفتار را در آب یخ غوطه‌ور ساخت.
برای کمک‌های اولیه مؤثر باید به این نکات پرداخت: ارزیابی صحنه حادثه، دور کردن یا پرهیز از خطر، در خواست کمک در صورت لزوم؛ سپس ارزیابی اولیه مصدوم و انجام مراحل ABC و دیگر کمک‌های اولیه ضروری در صورت لزوم؛ بی حرکت نگه داشتن مصدوم و ثابت نگه داشتن عضو گزیده شده؛ کمپرس سرد البته از گذاشتن یخ به صورت مستقیم بر روی اندام باید خودداری شود؛ استفاده از دستگاه مکنده مخصوص جهت خارج کردن سم، در صورت عدم وجود دستگاه مکنده مخصوص، استفاده از ساکشن یا مکیدن محل گزش توسط دهان انجام می‌شود. در مورد بریدن و مکیدن محل زخم با دهان توافق نظر وجود ندارد. بعضی صاحب نظران با این کار مخالف هستند و عده‌ای استفاده از این روش را مجاز می‌دانند و سپس انتقال سریع به مرکز درمانی. باید توجه داشت که بهتر است بدون فوت وقت و انجام اقدامات اضافی مصدوم را هر چه سریعتر به مراکز درمانی منتقل کرد. علایم گزیدگی با عقرب «گاردیم» در ابتدا بسیار خفیف و ناچیز است و همین مسئله اغلب باعث عدم مراجعه به موقع فرد به مراکز درمانی می‌گردد. اما مراجعه به مراکز درمانی لازم و ضروری است و تأخیر می‌تواند منجر به بروز علایم مختلف مسمومیت، از بین رفتن بافت‌های بدن در محل گزش یا حتی در موارد شدید منجر به مرگ فرد گردد. گزیدگی عقرب در افراد پیر، کودکان، نوزادان و افراد مصدوم خطرناک‌تر است. همچنین اگر گزش متعدد یا نزدیک سر و صورت یا گردن مصدوم باشد، خطرناک‌تر از گزش اندام (دست و پا) خواهد بود.
در برخی موارد و در صورت شدید بودن مسمومیت در مراکز درمانی از پادزهر سم عقرب برای خنثی‌سازی سم و درمان فرد استفاده می‌شود؛ البته این کار باید با دستور پزشک و تحت نظارت مستقیم او انجام شود.
در برخی منابع بستن بالای محل گزش با هدف تأخیر در جذب سم توصیه شده‌است. برای این کار باید: ابتدا از پارچه، باند یا یک وسیلهٔ مناسب دیگر با عرض حداقل چهار تا پنج سانتی‌متر استفاده کرد. سپس آن را حدود پنج سانتی‌متر بالاتر از محل گزش (یعنی قسمتی از اندام که به تنه مصدوم نزدیک‌تر است) بست. پارچه یا باند باید به حدی محکم بسته شود که تنها باعث کند شدن جریان لنف و خون سیاهرگی در اندام مربوط گردد. توجه داشته باشید که این کار به هیچ وجه نباید باعث اخلال در جریان خون سرخرگی اندام مبتلا گردد. به این منظور، پارچه یا باند باید به صورتی بسته شود که یک انگشت به راحتی از زیر آن عبور کند و همچنین باعث قطع نبض در نقاط انتهایی اندام مبتلا نگردد.

## سم‌گیری
از رایج‌ترین روش‌های سم‌گیری از کژدم‌ها، استفاده از غده سمی عقرب یا به عبارتی بند انتهایی دم عقرب است. این بند انتهایی را غده سمی می‌گویند و نباید با دیگر بندهای دم عقرب که پنج عدد هستند، اشتباه شود. برای سم‌گیری ابتدا غده سمی را از محل اتصال با آخرین بند دم (بند پنجم) قطع می‌کنند و آن را شستشو می‌دهند. سپس در دستگاه‌های خشک‌کننده حدود یک ماه قرار می‌گیرد تا به‌طور کامل خشک شود. پس از آن غده‌ها را در هاونهای بلورین می‌کوبند تا خرد شوند سپس با آب مقطر حل می‌کنند. محلول به‌دست آمده را در سانتریفوژ قرار می‌دهند تا مایع محتوی سم جدا شود.
روش دیگر برای تهیه سم که به وسیله آن سم خالص‌تری تهیه می‌شود، استفاده از دستگاه شوک الکتریکی است. به این ترتیب که با استفاده از دو سر الکترودی که در طرفین غده سمی قرار می‌گیرند، شوک الکتریکی به جانور وارد می‌کنند که باعث می‌شود سم خالص به بیرون بریزد.

## تولید مثل

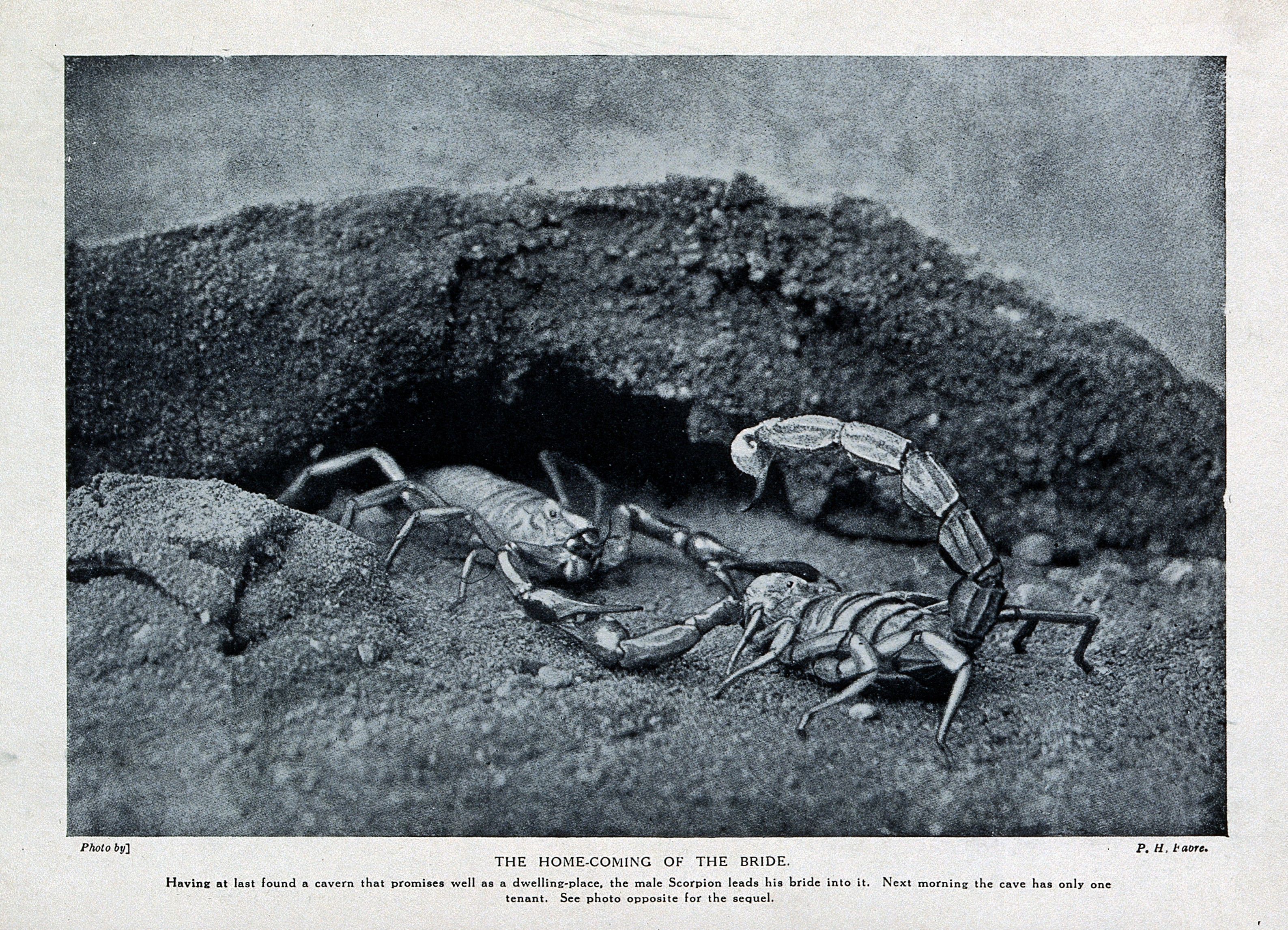
جفت‌گیری عقرب‌ها

کژدم‌ها زنده‌زا هستند. با وجود این، برخی محققان عقرب‌هایی که نوزاد آنها پوشش جنینی ندارند، زنده‌زا و آنهایی را که پوشش جنینی دارند، تخم‌زنده‌زا دانسته‌اند. کژدم‌ها اغلب از نیمه تابستان تا نیمه پاییز می‌زایند و تعداد نوزادها بسته به نوع عقرب از ۲ تا ۹۰ عدد متغیر است. مدت باروری بسته به نوع عقرب متفاوت و معمولاً بین ۲ تا ۴ ماه است. در برخی از انواع عقرب‌ها، نوزادان از سر خارج می‌شوند و در برخی دیگر نوزادان از دم. نوزادان پس از تولد خود را به سطح پشتی بدن مادر می‌رسانند و دست کم تا زمان نخستین پوست‌اندازی نوزادان بر پشت کژدم مادر جابجا می‌شوند. در این هنگام اغلب به علت گرسنگی و نبود غذا، عقرب مادر از چند نوزاد خود به عنوان غذا استفاده می‌کند و بالعکس تغذیه بچه‌ها از مادرشان.

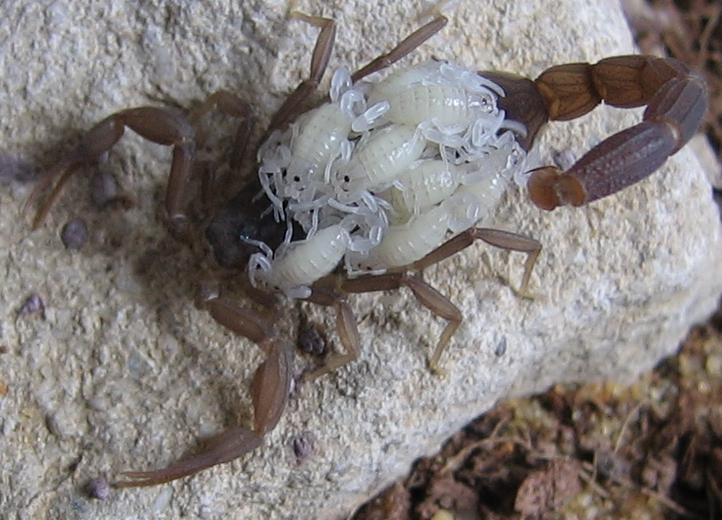
کژدم مادر به همراه کژدمهای نوزاد

عقرب باردار شکمی متورم دارد و در حالت پیشرفته‌تر بارداری، می‌توان جنین‌ها را در دیوارهٔ جانب شکم، به ویژه در نیمهٔ خلفی مزوزوما مشاهده کرد. ابتدا، عقرب باردار روی نیمهٔ خلفی بدن و پای جلو تکیه می‌کند و دم خود را به‌طور مایل در سمت راست بدن قرار می‌دهد. نیمهٔ جلوی بدن حدود یک سانتی‌متر با یک زاویهٔ حاده از روی زمین بلند است. انبرک‌ها با زمین تماس ندارند و انگشتان دست نیمه باز هستند؛ و پای جلو از ناحیهٔ تی بیا خم شده‌اند. دراین حالت، دو سرپوش تناسلی باز می‌شوند و به‌طور عمود قرار می‌گیرند. نوزاد بدون هیچ انقباض عضلانی قابل مشاهده ای خارج می‌شود. دو پای جلو که از درشت‌نی خم شده‌اند، مانند یک حایل نوزاد را در آغوش می‌گیرند. پشت عقرب شکافته می‌شود تا بچه‌ها از آن خارج شوند. نوزاد اسکرپیو از دم و ادنتوبوتوس از سر خارج می‌شود. این قاعده عمومیت دارد یعنی، نوزاد عقرب‌های تیرهٔ کژدمان از دم و نوزاد عقرب‌های تیرهٔ بوتیده از سر خارج می‌شوند. این تفاوت خروج به علت اختلاف در شکل رشد جنینی دو عقرب است. زمان خروج نوزاد متفاوت است و از چند دقیقه تا چند ساعت طول می‌کشد. عقرب‌ها پس از زایمان در صورت دردسترس نبودن طعمه، اغلب از نوزاد خود تغذیه می‌کنند.
چگونگی قرارگیری نوازد در بغل مادر به شکلی است که سطح پشتی به طرف زمین و پاها و دست‌ها به مادر تکیه دارد و دم نوزاد به سمت دم مادر است. عکس این حالت نیز دیده شده‌است. نوزادها به تدریج خود را از سطح شکمی مادر به سطح پشتی او می‌کشانند. گاهی نوزادها ابتدا روی زمین قرار می‌گرفتند و سپس خود را به پشت مادر می‌رساندند. این عمل به کندی صورت می‌گرفت و گاهی حدود یک ساعت طول می‌کشید. دراین فاصله نوزادها روی دست و پای مادر بین ۵ تا ۱۵ دقیقه استراحت می‌کردند. وضعیت قرارگیری نوزادها در سطح پشتی مادر ثابت نبود و با حرکت تغییر جهت می‌دادند.
نوزادهای اسکرپیو ۶ تا ۱۰ عدد و بدون پوشش جنینی بودند. در حالی که نوزادهای ادنتوبوتوس حداکثر ۲۶ عدد بودند و همگی پوشش جنینی داشتند. هر نوزاد پس از پاره کردن پوشش جنینی خود را به سطح پشتی مادر می‌کشاند. همان‌طور که اشاره شد، خروج نوزادها تک تک و برحسب تیره از جهت سر یا دم است. خروج دوتایی نیز دیده شده‌است که یک نوزاد از دم و همزمان نوازد دیگر از سر خارج شده‌است. تعداد نوزادها برحسب نوع عقرب متفاوت و از ۶ تا ۹۰ عدد گزارش شده‌است.

## دشمنان طبیعی
کژدم‌ها دو دشمن طبیعی دارند: یکی از آن‌ها یک نوع سار است و دیگری مگس. عقرب‌ها تنها موجوداتی هستند که اشعه رادیو اکتیو تأثیری به آن‌ها ندارد. ضعیفترین عقرب‌ها ۴۰۰۰۰ راد (واحد اندازه‌گیری تشعشعات تولیدکننده یون جذب شونده) را تحمل می‌کنند؛ این عدد در مورد انسان کمتر از تنها ۶۰۰ راد می‌باشد و بدین گونه حتی از انفجار اتمی هم جان سالم به‌در می‌برند.

## خطرناک‌ترین انواع
برخلاف شایعه‌ای که می‌گوید خطرناک بودن عقرب به رنگ آن بستگی دارد و در برخی از نقاط ایران معتقدند که عقرب زرد خطرناک است و در برخی از نقاط دیگر عقرب سیاه را خطرناک می‌دانند، این ارزیابی قابل قبول نیست و رنگ عقرب هیچ نقشی در غلظت سم یا خطرناک بودن آن ندارد. می‌توان گفت که سم عقرب‌های نواحی خشک و گرمسیر در ایران دارای غلظت بالایی است. خوشبختانه خطرناک‌ترین عقرب‌ها هم هنگام گزش انسان معمولاً تمامی سم خود را تزریق نمی‌کنند؛ زیرا عقرب در مصرف سم صرفه‌جویی می‌کند و همیشه در گزش اول با تزریق مختصری آنزیم سعی در دور کردن دشمن دارد ولی چنانچه اسیر شود و راه فراری نداشته باشد، مجبور به تزریق سم اصلی خود می‌شود. عقرب برای جایگزینی سم خود نیاز به تغذیه بیشتر دارد و برای همین زیاد مایل نیست که سم خود را هدر دهد.
سم نوعی کژدم به نام «عقرب جَرّار» (همسان با کژدم پوسته‌نشین آریزونا) شدیداً کشنده است که عقربی کوچک و زردرنگ است، با یک توبرکول کوچک روی پشت. طول این جانور ۲٫۵ تا ۷٫۵ سانتی‌متر است. خطرناک‌ترین نوع عقرب در ایران عقرب گاردیوم است که در منطقه خوزستان یافت می‌شود و سمی کشنده دارد. سم سایر عقرب‌ها کشنده نیست.

## خودکشی کژدم‌ها
برخی تصور می‌کنند زمانی که عقرب در میان آتش محصور می‌شود یا در شرایط سخت قرار می‌گیرد، دم خود را بر بالای سرش می‌برد و نیش را درون سرش فروکرده و خودکشی می‌کند. اما این باوری غلط و فقط یک افسانه است و پایه علمی ندارد. در حقیقت، عقرب وقتی در میان آتش محصور می‌شود، با حرکات نیش زدن به اطراف می‌خواهد از خود دفاع کند و به عبارتی هر آنچه که در مقابلش است را نیش بزند و در این موقع نیز می‌خواهد آتش را نیش بزند که این تصور را پدیدآورده که خودش را نیش می‌زند.
عقرب‌ها همانند جانوران دیگر در برابر هر شرایط سختی تا لحظه مرگ مقاومت می‌کنند و این شرایط به‌وجود آمده‌است که جان آن‌ها را می‌گیرد؛ نه این که خودشان به ناچار خودکشی کنند. اما این که چرا عقرب‌ها در میان حلقه آتش می‌میرند، به میزان مقاومت عقرب در برابر گرما بستگی دارد و علت آن بالا رفتن درجه حرارت اطراف است. به عبارت دیگر عقرب‌ها دمای بالا را نمی‌توانند تحمل کنند و بیشتر آن‌ها در دمای ۴۰ درجه به بالا می‌میرند ولی در عوض دمای بسیار پایین و در حد صفر درجه را به خوبی تحمل می‌کنند. علت مرگ عقرب در حرارت بالا به دلیل از دست دادن سریع آب بدن، انعقاد همولنف و انسداد عروق و مجاری است.

## نمادشناسی

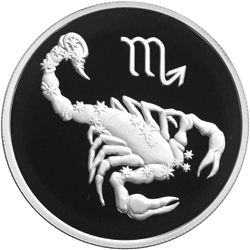
نماد برج عقرب

کژدم‌ها تقریباً در تمامی اسطوره‌های ملل مختلف نقش دارند و در نقش و نگاره‌های باستانی اغلب کشورهای مختلف با نقش عقرب برخورد می‌کنیم. این موجودات عجیب به دلیل ظاهر ترسناکی که دارند به عنوان نمادهای گوناگون کاربرد داشته و دارند. اما بیش از همه انسان کنجکاو است که دربارهٔ جانوران خطرناک به ویژه عقرب بیشتر بداند و چه بسا که همین کنجکاوی باعث شده که شایعات زیادی در رابطه با کژدم‌ها پدید آید. این شایعات بیشتر به علت نبود اطلاعات رواج پیدا می‌کند و تقریباً تمامی آن‌ها از نظر علمی بی‌اساس هستند.